# Castil de Tierra
Castil de Tierra es una localidad  de la provincia de Soria, 
partido judicial de Soria,  Comunidad Autónoma de Castilla y León, España. Pueblo de la  Comarca de Campo de Gómara que pertenece al municipio de Tejado.

## Geografía
Esta pequeña población de la comarca de Campo de Gómara está ubicada en el centro de la provincia de Soria , al sureste de la capital en el valle del río Rituerto.

### Comunicaciones
Cruce de caminos: carretera local SO-P-3106 que nos lleva a Nomparedes  y a Tejado; y la SO-P-3231 a Bliecos.

## Historia
Lugar que durante la Edad Media perteneció a la Comunidad de Villa y Tierra de Soria formando parte del Sexmo de Lubia.
A la caída del Antiguo Régimen la localidad se constituye en municipio constitucional en la región de Castilla la Vieja, partido de Soria  que en el censo de 1842 contaba con  28 hogares y 110  vecinos.
A finales del siglo XX este municipio desaparece porque se integra en el municipio de Tejado, contaba entonces con 16 hogares y 55 habitantes.

## Geografía humana

### Demografía
| Gráfica de evolución demográfica de Castil de Tierra entre 1842 y 1960 |
| |
| Población de derecho según los censos de población del INE Población de hecho según los censos de población del INEEntre el censo de 1970 y el anterior, este municipio desaparece porque se integra en el municipio 42183 (Tejado) |

En el año 1981 contaba con 16 habitantes, concentrados en el núcleo principal, pasando a 9 en 2010, 6 varones y 3 mujeres.
| Gráfica de evolución demográfica de Castil de Tierra entre 2000 y 2010                           |
|                                                                                                  |
| Población de derecho (2000-2010) según los censos de población del INE a 1 de enero de cada año. |

## Patrimonio

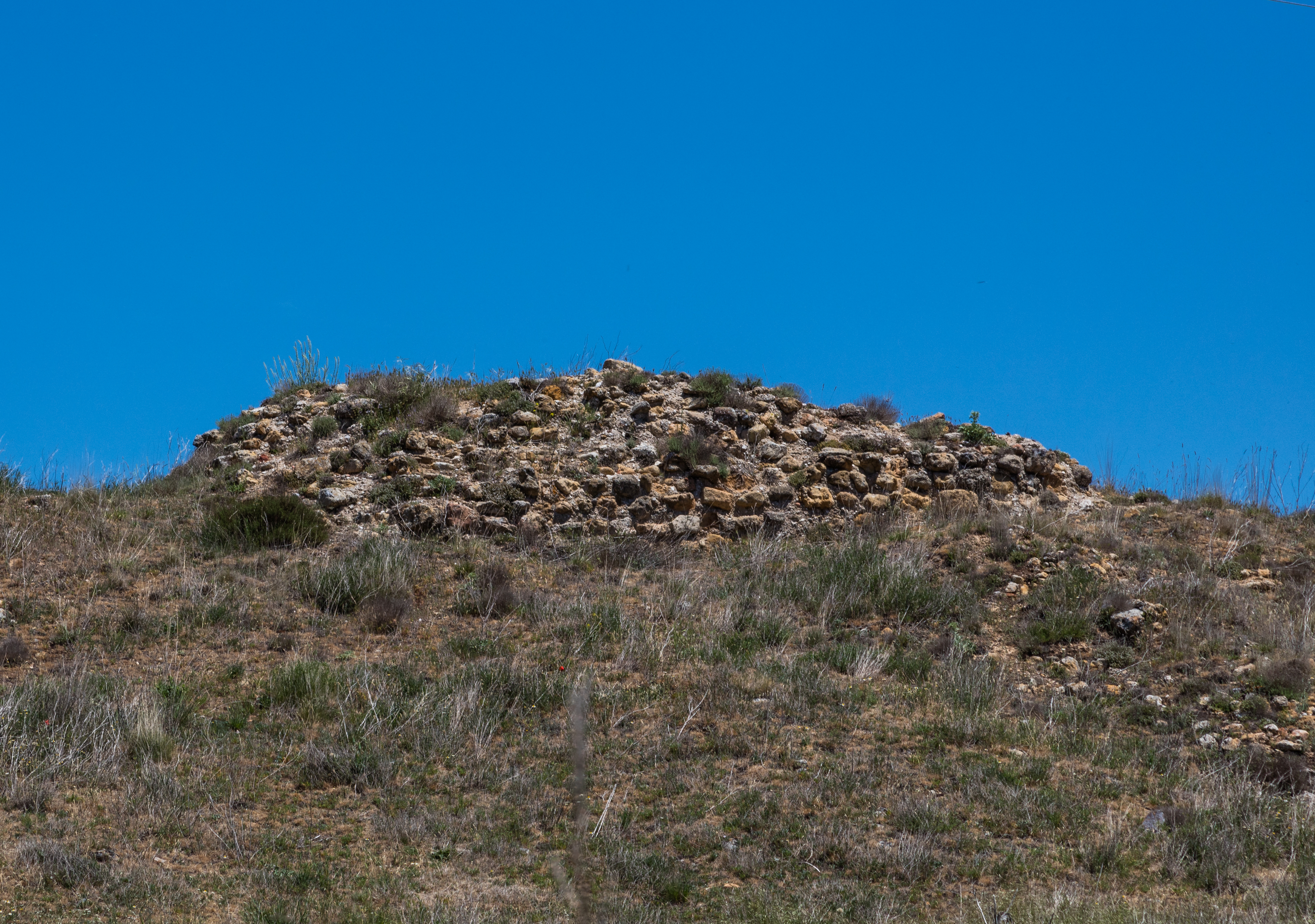
Restos de la torre.

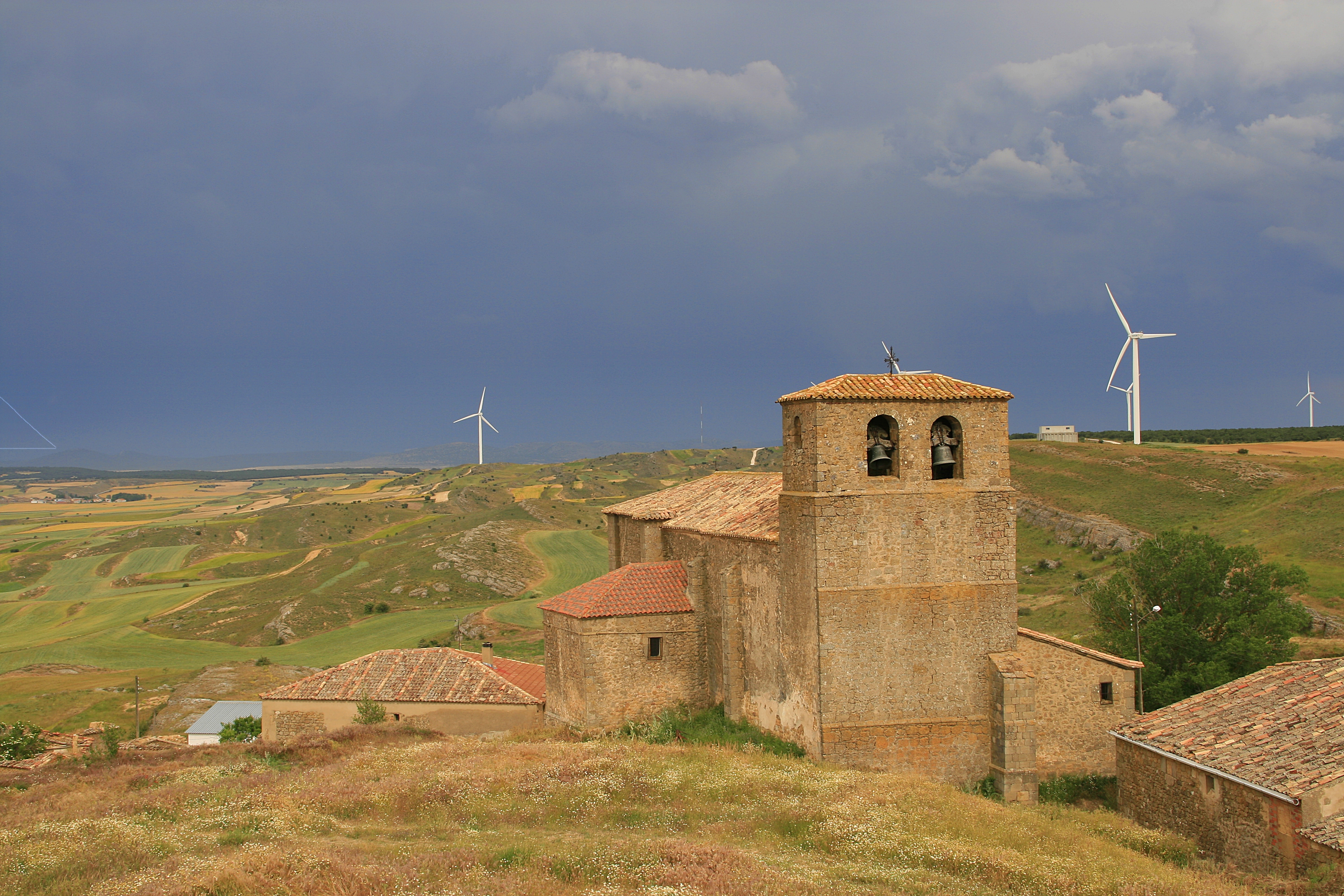
Iglesia de la Asunción.

- Torre. Figura en el catálogo de Bienes Protegidos de la Junta de Castilla y León en la categoría de Castillo con fecha de declaración 22 de abril de 1949.[7]